# Kamionacz
Kamionacz [pronunciación en polaco: /kaˈmjɔnat͡ʂ/] es un pueblo ubicado en el distrito administrativo de Gmina Warta, dentro del Distrito de Sieradz, Voivodato de Łódź, en Polonia central. Se encuentra aproximadamente a 6 kilómetros al sureste de Warta, a 9 kilómetros al norte de Sieradz, y a 54 kilómetros al oeste de la capital regional Łódź.